# Corman Common Lisp
Corman Common Lisp — коммерческая реализация языка программирования Common Lisp, разрабатываемая компанией Corman Technologies.
В состав Corman Common Lisp входят компилятор, который весь код компилилирует в машинный код, ассемблер и дизассемблер для архитектуры x86 и интегрированная среда разработки.
Corman Common Lisp доступен только на платформе Microsoft Windows.

## Особенности
Большая часть Corman Common Lisp написана на Common Lisp, меньшая на С/C++ и ассемблере.
Система, помимо, собственно, компилятора, включает в себя простую интегрированную среду разработки и ряд дополнительных библиотек. В частности — FFI (интерфейс вызова функций, написанных на других языках программирования), THREAD — которая обеспечивает многопоточность и WIN32 — позволяющая обращаться к WIN32 API. Одно из расширений языка Common Lisp, реализованное в данной системе — специальный Си-парсер, позволяющий загружать заголовочные файлы (.h) библиотек на языке Си, и встроенный ассемблер..

## Лицензирование
Изначально CormanLisp  представлял собой проприетарный продукт с частично открытым кодом. Он был свободно доступен (для некоммерческого использования) вместе с исходными кодами (за исключением IDE, ведущего себя как классическое Nagware с месячным сроком использования).
С начала января 2015 года Corman Lisp открыт под лицензией MIT, его исходный код помещён на GitHub.
30 декабря 2018 вышла версия 3.1 — первый релиз от сообщества, содержащий ряд улучшений и, прежде всего — адаптированный для работы с новыми, 64-разрядными версиями Windows и собираемый с помощью Visual Studio 2015 Community Edition.